# Percepción del habla
La percepción del habla es el proceso por el cual los sonidos del lenguaje son escuchados, interpretados y comprendidos. Implica un análisis de formas de onda acústicas que son interpretadas como unidades fonológicas discretas (fonemas) utilizadas para almacenar palabras en el léxico mental.
El estudio de la percepción del habla está estrechamente vinculado a los campos de la fonología y la fonética en lingüística, y la psicología cognitiva y la percepción en psicología. La investigación en la percepción del habla busca comprender cómo los oyentes humanos reconocen los sonidos del habla y utilizan esta información para entender el lenguaje hablado. La investigación de la percepción del habla tiene aplicaciones en la construcción de sistemas informáticos que pueden reconocer el habla, en la mejora del reconocimiento del habla para los oyentes con problemas de audición y lenguaje, y en la enseñanza de idiomas extranjeros.

La aparición de la comunicación lingüística entre individuos de una misma especie es uno de los logros mas sobresalientes de la evolución. Esta especialización biológica dotó a ciertos organismos de dos sorprendentes capacidades. Una de ellas permitía codificar intenciones comunicativas en cierto tipo de señales acústicas. La otra capacidad intervenía en la decodificación del mensaje, esto es, en la recuperación de las intenciones comunicativas de un emisor a partir de la información contenida en las señales acústicas producidas por ese emisor. El estudio de la percepción del habla es el estudio de algunos aspectos de esta última capacidad. El problema general que plantea este estudio es el de encontrar un conjunto de operaciones que permitan derivar, a partir de esas señales acústicas, una representación mental informativa y funcionalmente valida para el procesamiento subsiguiente.

Aunque los oyentes perciben el habla como un flujo de unidades discretas (fonemas, sílabas y palabras), esta linealidad es difícil de ver en la señal física del habla. Los sonidos del habla no se siguen estrictamente, sino que se superponen. Un sonido de habla está influenciado por los que preceden y los que siguen. Esta influencia incluso puede ejercerse a una distancia de dos o más segmentos (y entre sílabas y límites de palabras).

## Percepción y comprensión del habla
Escuchar el habla, lo que se refiere a procesar y comprender el lenguaje hablado, es una habilidad increíble que se lleva a cabo de manera rápida y eficiente. El ser humano procesa unos diez sonidos por segundo, y aproximadamente 175 palabras por minuto, a menudo en un entorno ruidoso que contiene otros sonidos, y sin embargo lo hace de manera efectiva y sin esfuerzo. El proceso de escucha es muy complejo y, a lo largo de los años, los investigadores han tratado de comprender las etapas de procesamiento que implican la percepción de la onda acústica, el camino para construir una representación mental enriquecida de lo que se ha dicho. El desafío de comprender esta habilidad de comunicación es aún mayor cuando los oyentes, adultos y niños, tienen que procesar dos o más idiomas hablados en su vida cotidiana.

## La aparición del lenguaje
El ancestro común a homínidos y a simios se encuentra entre 10 y 4 millones de años atrás. En esta época se produjo la separación de las especies por lo que las capacidades de comprensión del lenguaje tuvieron que aparecer después. Hay evidencias fósiles que muestran adaptaciones de los homínidos para el habla:
- La baja laringe, necesaria para la emisión de la voz.
- La amplitud de los canales por donde pasan los nervios que tienen el trabajo de controlar la respiración.
- El grosor del canal hipogloso por donde atraviesan los nervios que guían a la lengua.
- La capacidad del oído del Homo Heidelbergensis.[6]

## El lenguaje en los primeros años de vida
La adquisición del lenguaje envuelve ciertas habilidades complejas que van evolucionando y que se correlacionan haciendo que quien aprende por primera vez a hablar logré buenos resultados con el mínimo esfuerzo.
Los primeros cinco años de la vida de un niño son críticos para su desarrollo y las experiencias que tienen en estos años ayudan a formar a los adultos en los que se convertirán. Un niño se desarrolla a lo largo de un continuo, aprendiendo nuevas habilidades en lenguaje, movimiento, etc., desde el momento en que nace. Por lo tanto, un niño podría tener ningún o mínimo problema de desarrollo cuando la intervención y el apoyo se implementan temprano, dependiendo de la razón subyacente de la vulnerabilidad.

## El conocimiento fonético da forma a la percepción del habla
Por supuesto, el hecho de que el sistema auditivo moldee nuestra percepción del habla no hace que todos los fenómenos de percepción del habla estén determinados por nuestras habilidades auditivas. Como hablantes, y no solo oyentes, también nos guiamos por nuestro conocimiento de la producción del habla. Hay dos clases principales de efectos perceptivos que emergen del conocimiento fonético: la percepción categórica y la coherencia fonética.

## Habla audiovisual
La neurociencia cognitiva también informa eficazmente los modelos psicológicos de percepción en la integración audiovisual del habla. Aquí también, los modelos que apoyan representaciones abstractas que restringen los procesos de percepción de nivel inferior están encontrando apoyo. Los datos de neuroimagen en la visión de alto nivel también han revelado un papel modulador de la predicción descendente en la configuración de las respuestas corticales visuales durante la percepción del objeto, y la noción de análisis por síntesis ha recibido un apoyo similar. Enfatizamos cómo los datos neurobiológicos de una variedad de enfoques ponen restricciones en los modelos psicológicos del procesamiento del habla. Sin embargo, al menos históricamente, el flujo de información ha sido típicamente del modelo cognitivo al experimento neurobiológico; es solo recientemente que los datos biológicos desempeñan un papel central en la configuración de las teorías del habla.